# Prowincja New Hampshire
Prowincja New Hampshire (ang. Province of New Hampshire) – jednostka organizacyjna kolonii brytyjskich w Ameryce Północnej, której formalne powstanie datuje się na rok 1680. Kolonia New Hampshire odpowiadała terytorialnie dzisiejszemu stanowi New Hampshire.

## Pierwsi osadnicy
Utworzenie przyszłej prowincji i stanu New Hampshire wiąże się z nadaniem, przez Radę Nowej Anglii, ziemi dla kapitana Johna Masona i sir Ferdinando Gorgesa w roku 1623. Pierwsza osada jaką założono było Pannaway Plantation w Odiorne's Point niedaleko Portsmouth. Tereny zasiedlane przez osadników brytyjskich zamieszkiwane były przez plemię Indian Algonkinów.
Osadnicy z Pannaway przenieśli się później w rejony Portsmouth a swoją nową osadę nazwali Strawberry Banke.  W Dover Neck powstała kolejna plantacja, Cocheco.
Na terenach nadanych Masonowi i Gorgesowi powstały niewielkie osady: Little Harbor, Dover, Portsmouth and Exeter, które John Mason polecił założyć Davidowi Thomsonowi (Thompsonowi), Edwardowi Hiltonowi i Thomasowi Hiltonowi w celu stworzenia kolonii rybackich. Założyli oni Dover i Little Harbor. Osada Exeter została założona w 1638 przez Johna Wheelwrighta, który był członkiem purytańskiej wspólnoty prowadzonej przez wypędzoną z Bostonu purytankę Ann Hutchinson. Miasta te w 1639 podpisały wspólnie akt poddania się władzy kolonii Massachusetts.
Tereny te zostały rozdzielone w 1629 roku i na południu Gorges utworzył Maine (po jego śmierci w 1667 roku prawa do tej ziemi kupiła Prowincja Zatoki Massachusetts).
W 1631 roku kapitan Thomas Wiggin był gubernatorem Górnej Plantacji New Hampshire, która obejmowała tereny Dover, Durham i Stratham, które później uzyskały status królewskiej prowincji.
Przez większość swojej historii kolonia miała wspólnego gubernatora z kolonią Massachusetts (ang. Massachusetts Bay Colony) z siedzibą w Bostonie.

## Ustanowienie prowincji
Z dniem 1 stycznia 1680 roku New Hampshire zostało wydzielone z kolonii Massachusetts wraz z odrębnym stanowiskiem gubernatora dla tej prowincji, stało się kolonia koronną. Ponowne przyłączenie nastąpiło 8 lat później aby ponownie na stałe rozdzielić obie prowincje w 1691 roku. Statut określał kolonię jako królewską Prowincję New Hampshire (nazwa pochodzi od hrabstwa Hampshire w południowej Anglii). Mimo rozdzielności terytorialnej, kolonia nie posiadała własnego gubernatora do 1741 roku.

## New Hampshire Grants
Granice między poszczególnymi koloniami brytyjskimi w Ameryce Północnej były płynne i niejednoznaczne. Prowadziło to do konfliktów, które musiały rozstrzygać sądy królewskie. Jedną z takich spraw były tzw. New Hampshire Grants. W latach 1749–1764 władze Prowincji New Hampshire w osobie gubernatora Benninga Wentwortha wydały w sumie 135 aktów (znanych jako New Hampshire Grants lub Benning Wentworth Grants) nadających ziemię osadnikom na terenach dzisiejszego Vermontu. Prawa do tej ziemi rościła sobie również Prowincja Nowy Jork. Tereny te decyzją sądu przyznane zostały Nowemu Jorkowi.
Sąd przyznał te tereny prowincji Nowy Jork, jednak osadnicy zamieszkujący te ziemie wywalczyli sobie niezależność i na terenach New Hampshire Grants powstała Republika Vermontu a później stan Vermont. Praw osadników z New Hampshire broniła powstała około 1765 roku milicja, Green Mountain Boys.
New Hampshire było jedną z 13 kolonii, które przyłączyły się do rewolty przeciwko Brytyjczykom i brały udział w wojnie o niepodległość Stanów Zjednoczonych.